# Raiffeisen Bank
Pour les articles homonymes, voir Raiffeisen.
La Raiffeisen Bank est une banque coopérative autrichienne, ayant son siège à Vienne.

## Histoire
En septembre 2015, Raiffeisen Bank acquiert les activités de banque de détail de Citigroup en République Tchèque pour un montant non dévoilé.
En octobre 2016, Raiffeisen Zentralbank annonce fusionner avec Raiffeisen International Bank, sa filiale, reprenant son nom.
En avril 2018, BNP Paribas acquiert les activités polonaises de Raiffeisen Bank pour 775 millions d'euros, dans le but de regrouper ces activités avec sa filiale locale BGZ.

## Activité
Elle est particulièrement investie à l'international, essentiellement en Europe centrale et orientale. Le Raiffeisen International (RI), qui contrôle les affaires en Europe orientale et est on-board de la bourse ATX, est une filiale de RZB.